# Döbrököz
Döbrököz község Tolna vármegyében, a Dombóvári járásban.

## Fekvése
Döbrököz Dombóvártól 10 kilométerre északkeletre fekvő, Kapos menti település, Tolna vármegye délnyugati részében. Közigazgatási területén áthalad a Hőgyész-Dombóvár közötti 6532-es út is, de a központján csak az abból kiágazó 65 159-es számú mellékút húzódik végig.
A települést a hazai vasútvonalak közül a (Budapest–)Pusztaszabolcs–Pécs-vasútvonal érinti, amelynek egy megállási pontja található itt: Döbrököz vasútállomás, mely a község központja közelében, a Kapos jobb parti oldalán helyezkedik el, közúti elérését a 65 159-es út végétől induló 65 356-os számú mellékút biztosítja.

## Története
A település környéke már a bronzkorban is lakott hely volt, a falu határában található ún. Tüszküs-hegy környékén őskori leletek kerültek elő. Az első földvárat az Apor, vagy a Szák nemzetség építette, amit egy 1309-ben kelt oklevél bizonyít. Százharminc évvel később a vár a Szerecsen-família birtokába került. A legutolsó családfő – János – halála után annak özvegye, szekcsői Herceg Katalin Werbőczy Istvánhoz ment feleségül. Az esküvőt Döbröközön tartotta a pár és a népes vendégsereg. A Magyarország nádorává megválasztott, ám a vagyonától később megfosztott Werbőczyt a budai várat 1541-ben elfoglaló törökök a magyarok főbírájává nevezték ki. Halála után fia, Imre komoly sereget toborzott, amellyel 1542-ben Kászon basa csapata ellen vonult, és le is győzte a kozári csatamezőn. Néhány esztendővel később azonban már ő és katonái sem tudtak ellenállni a túlerőnek, a török elfoglalta a döbröközi várat, ami aztán 142 éven keresztül a kezén is maradt.
A török had kiűzése után a terület gróf Esterházy Pál nádor tulajdonába került, aki 1712-ben Cserénfai Istvánt bízta meg a rácdúlás miatt elnéptelenedett falu újbóli betelepítésével. Döbrököz fejlődésnek indult, ám a vár elvesztette védelmi szerepét és falainak nagy részét az 1820-as években lebontották. Ebben az időben a községet katolikus vallású magyarok lakták, akiknek a többsége szőlő- és dohánytermesztéssel foglalkozott, a különböző mesteremberek pedig céhekbe tömörültek.
Néhány évtizeddel később a jobbágyok felszabadításának és a községet is érintő Budapest-Pécs vasútvonal megépítésének köszönhetően jelentősebb fejlődésnek indult a falu, melynek lakói zömmel a mezőgazdaságból éltek, vagy a dombóvári vasúti üzemekben vállaltak munkát. Döbrököz utolsó birtokosa – Esterházy Pál herceg – 1938-ban a településnek adományozta a várromot és annak környékét.

## Közélete

### Polgármesterei
- 1990–1994: Szabó István (független)[3]
- 1994–1998: Szabó István (független)[4]
- 1998–2002: Szabó István (független)[5]
- 2002–2006: Szili Lajosné (független)[6]
- 2006–2010: Szili Lajosné (független)[7]
- 2010–2014: Szili Lajosné (független)[8]
- 2014–2019: Farkas Edit Gizella (független)[9]
- 2019–2024: Farkas Edit (független)[10]
- 2024– : Farkas Edit (független)[1]

## Népesség
A település népességének változása:
| Lakosok száma | 2064 | 1946 | 2500 | 1914 | 1780 | 1867 | 1817 |
|               | 2013 | 2015 | 2020 | 2021 | 2022 | 2023 | 2024 |

A 2011-es népszámlálás során a lakosok 88,4%-a magyarnak, 6,1% cigánynak, 3% németnek, 0,2% románnak mondta magát (11% nem nyilatkozott; a kettős identitások miatt a végösszeg nagyobb lehet 100%-nál). A vallási megoszlás a következő volt: római katolikus 66%, református 2,6%, evangélikus 0,6%, felekezeten kívüli 13,6% (16,3% nem nyilatkozott).
2022-ben a lakosság 92%-a vallotta magát magyarnak, 4,6% németnek, 3% cigánynak, 0,2% horvátnak, 0,1-0,1% szerbnek, románnak, ruszinnak és örménynek, 2% egyéb, nem hazai nemzetiségűnek (6% nem nyilatkozott; a kettős identitások miatt a végösszeg nagyobb lehet 100%-nál). Vallásuk szerint 48,8% volt római katolikus, 2% református, 0,5% evangélikus, 0,2% görög katolikus, 0,2% ortodox, 1,6% egyéb keresztény, 1% egyéb katolikus, 15,1% felekezeten kívüli (30,5% nem válaszolt).

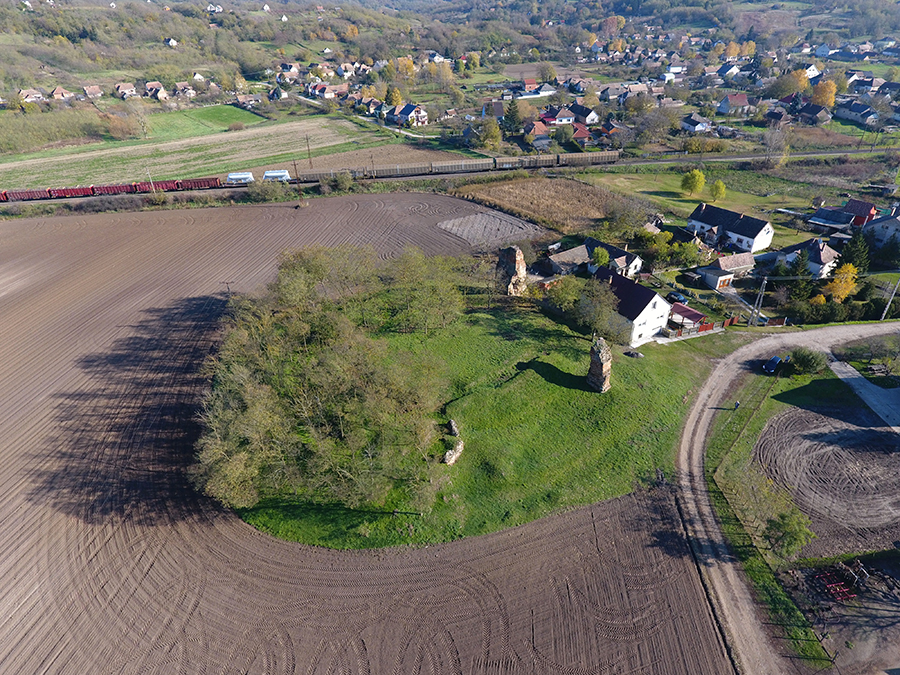
Döbrököz - várrom légi fotón

## Nevezetességei

### Katolikus templom
Döbrököz első templomáról csak a 18. század derekáról maradtak fenn adatok. Ezt a templomot, amikor a jelenlegi templomot építeni kezdték, 1900-ban bontották el, de nem maradt róla sem rajz, sem fénykép.
Az új templom építéséhez jelentős mértékben járult hozzá a község korábbi plébánosa, Páhy István, aki 1868-ban végrendelet nélkül meghalt, és hagyatékának egyharmada a templomra maradt. Az új neoromán stílusban épült döbröközi templomot Kirschstein Ágoston, bécsi műépítész tervezte, akinek tervei szerint épült a pécsi székesegyház is.

### Zsidó temető
A községben a 19. század közepétől a holokausztig élt egy kis zsidó közösség, amelynek temetője máig létezik, tagjait 1944-ben elhurcolták, ahonnan a legtöbben nem tértek vissza.

### Várrom
A várat a 14. században említik először, 1534-ben Werbőczy István tulajdonába került. A törökök kiűzése után a megmaradt romokat magtárrá alakították. Tinódi Lantos Sebestyén itt írta meg a Werbőczy Imre sikerét hozó kozári ütközet történetét.

## Híres emberek
- Itt született Éry Márton (1865–1937) alispán, országgyűlési képviselő.

## Képek

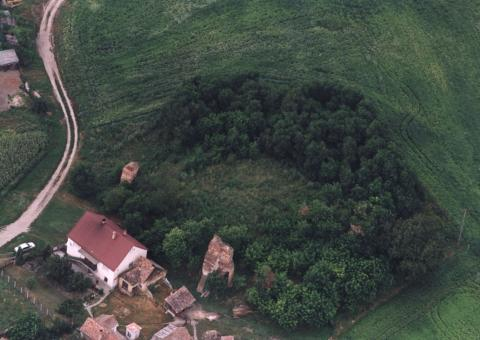
A várrom légi felvétele
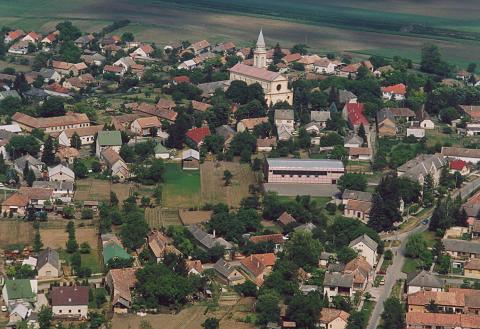
A falu madártávlatból
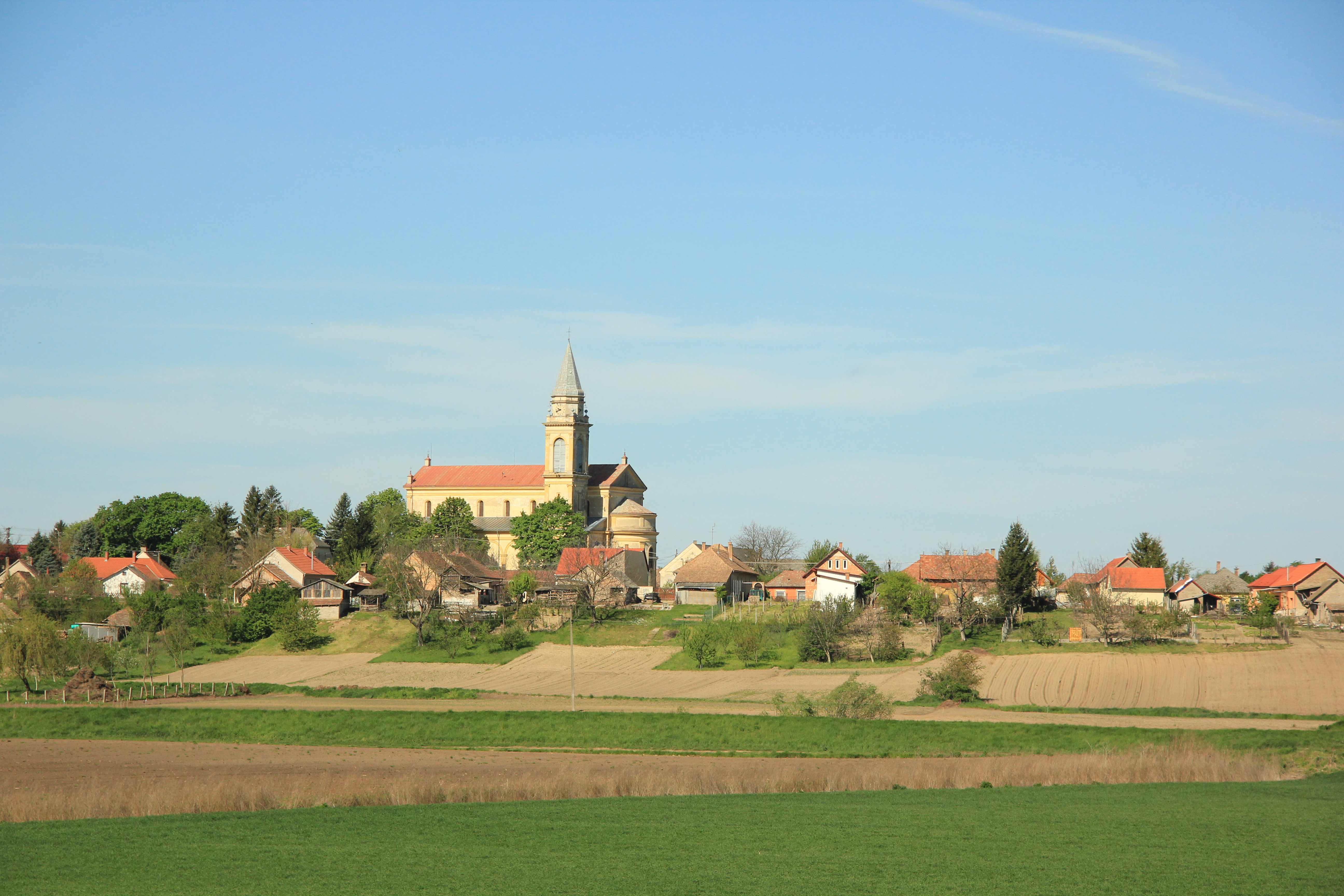
Döbrököz látképe a katolikus templommal
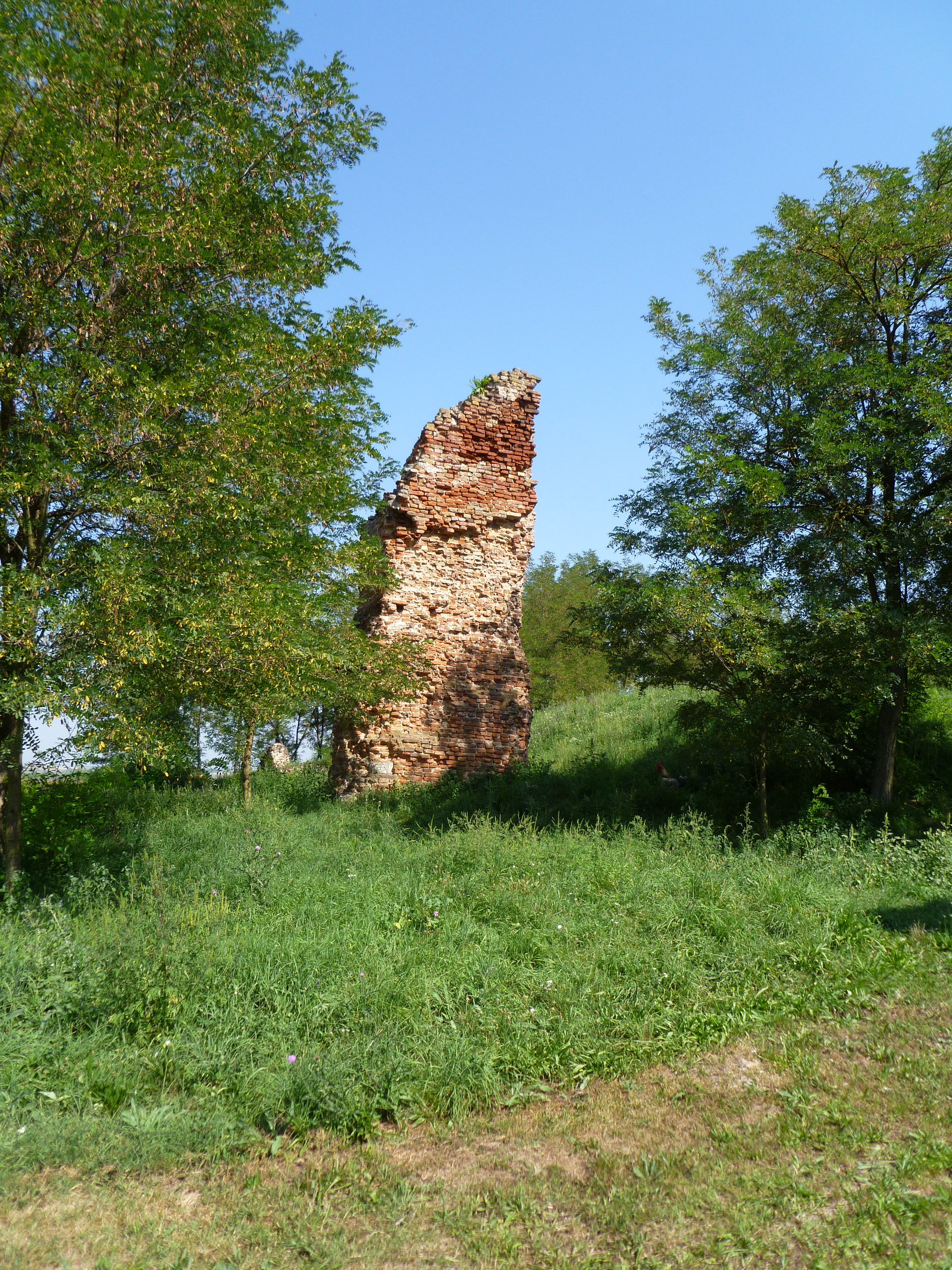
Várrom